# Magdalena Vicuña Aguirre
Magdalena Vicuña Aguirre (Chile, 1817 - Santiago de Chile, 12 de marzo de 1913), también conocida como Magdalena Vicuña de Subercaseaux, fue una socialité y filántropa chilena.

## Biografía
Nació en 1817 en el seno de una familia aristócrata, hija de Francisco Ramón Vicuña Larraín, político chileno que fue presidente interino del país en 1829 y presidente del Senado, y de Mariana de Aguirre y Boza, hija de los marqueses de Montepío. El 24 de noviembre de 1835 se casó con Ramón Subercaseaux Mercado, miembro del Partido Conservador y senador de 1840 a 1849. Tuvieron trece hijos, entre ellos Victoria Subercaseaux Vicuña.
Establecida con su marido en Santiago de Chile, en una casa lujosa y decorada de forma suntuosa en la calle Huérfanos, alternó esta residencia con la chacra Subercaseaux, en El Llano, una zona en ese entonces en las afueras de la capital. Sus contemporáneos la describieron como una mujer vehemente, franca, cordial, apasionada del hogar y la familia. Estuvo, además, vinculada siempre a grandes personalidades del mundo político y social, que habitualmente asistían a las tertulias que organizaba en su casa, donde se hablaba de política, historia y literatura.
Al enviudar en 1859, quedó a cargo de la gestión de una gran fortuna, a la vez que continuó con las reuniones sociales en su casa. Vicuña destacó también por su espíritu caritativo y la sensibilidad social, en 1864 recorrió Europa estudiando la organización de los establecimientos de beneficencia. Luego, en 1879 fundó un hospital para los heridos de la Guerra del Pacífico, atendido por sus hijas, iniciativa por la que recibió la medalla de honor por parte del pueblo de Santiago. En este sentido, fue miembro de la Asociación de Señoras vinculada a Cruz Roja chilena, destinada a la asistencia de enfermos, heridos y prisioneros de guerra, especialmente durante la guerra antes mencionada.
En una carta enviada por Benjamín Vicuña Mackenna a El Mercurio de Valparaíso el 26 de abril de 1882, se estimó el patrimonio de Doña Magdalena Vicuña, ascendiendo a 1.5 millones de pesos de la época.
Fue una firme defensora de la Revolución de 1891, diariamente enviaba a los presos políticos de la cárcel de Santiago una porción de helado y los visitaba acompañada de las mujeres de su familia.
Murió en Santiago en 1912.

## Legado
La isla Magdalena del archipiélago de los Chonos recibió su nombre en honor a ella, como se hizo con otras islas, que recibieron nombres de otros familiares de los Vicuña-Subercaseaux.